# Електроапаратурен завод
„Електроапаратурният завод“ е комбинат за производство на изделия за автоматизация на машиностроенето, съществувал от 1963 г. до 2008 г. в Пловдив.

## История
На 6 септември 1963 г. в Пловдив е открит Електроапаратурен завод. По-късно прераства в комбинат Електроапаратурни заводи, в който са включени Научнопроизводствено предприятие „КАМ“, Комбинат „КАМ“, Заводът за сензори, Заводът за силова електроника, Българо-съветското смесено предприятие „Автоелектроника“, апаратурните заводи в Асеновград, Елхово, Харманли, Ивайловград, Перущица, Брезово, Петрич и на три площадки в Пловдив – Инструментален завод „Балкан“, Апаратурен завод „Искра“ и Завод за електроавточасти.
От създаването му до 1989 г. производствената структура по волтажи и амперажи достига 30 хиляди изделия - контактори, пускатели, табла, релета и други. През 1989 г. производството му само в Пловдив надхвърля 183 млн. лв., с над 5000 души персонал. Комбинатът е изнасял годишно 2,2 млн. въздушни контактори за Чехословакия. Износът на автоматични прекъсвачи АТ00 за нефтената и газовата промишленост на СССР надхвърляше обем от 3,6 млн. долра.
Заводът е произвеждал годишно над 300 хил. комплекта „реле-регулатор РР-380“ за лек автомобил „Лада“. За показаните технически качества на релето и спазване на пусковия срок, специалистите от завода Димитър Ботев, Дончо Чакалов и Стойка Танева са наградени с „Почетния знак на град Толиати”.
Заводът е обявен в несъстоятелност през 2008 г.